# Kate Augestad
Kate Elisabeth Augestad (1956) es una vocalista noruega conocida por bandas como Johnny Banan Banda y Programa 81/82, y madre de la cantante y actriz Tora Augestad (1979). 
Nació en Bergen. Después de arrancar su carrera de canto, deviene profesora ayudante en la Universidad de Bergen, Departamento de Ciencia de Información y Estudios de Medios de comunicación, y "Handelshøyskolen BI" en Bergen. También apareció como actriz en Den Nationale Escena en Bergen.

## Carrera musical
Augestad y Lasse Myrvold (1953–2006) fueron vocalistas líderes en la banda "Johnny Banan Banda", el cual más tarde sería El Aller Værste!. Fueron fuerzas de conducción en la llamada Ola Bergen. En el álbum "Programa 82" de Cuadros (1982) el sonido era sintético hacia la dirección punk del Japón.
Augestad fue también parte de la banda "Poplins", con Arne Moe Vindedal, Frank Hovland y Lasse Myrvold de "TAV!". Junto con Lars Ove Toft, Kåre Thomsen, Hovland y Arne Moe Vindedal, formaron la banda "Un Paso Limbo" (1990).

## Discografía
- 1982: Cuadros (Etiqueta noruega)
- 1983: Unleash (Pro-Gramo O'Teléfono3)
- 2006: Dans Til Musikken (Devana Registros de Ruido), tributo a Lasse Myrvold